# رادكان
رادكان (بالفارسية: رادکان) هي مستوطنة تقع في قسم رادكان الريفي (مقاطعة تشناران) في إيران. يقدر عدد سكانها بـ 2,268 نسمة .